# Ravenstein
Ravenstein è una località dei Paesi Bassi che si affaccia sul fiume Mosa, situata nel comune di Oss, nella provincia del Brabante Settentrionale.